# Daniel Raht
(Joseph Martin) Daniel Raht (* 10. März 1823 in Wiesbaden; † 16. Oktober 1900 in Weilburg) war ein nassauischer Jurist und Politiker (Nassauische Fortschrittspartei, Deutsche Fortschrittspartei). Von 1861 bis 1866 war er Mitglied der zweiten Kammer der Nassauischen Landtags und ab 1864 dort Präsident.

## Leben und Ausbildung
Nach dem Besuch des Gymnasiums in Weilburg 1837 bis 1841 studierte Daniel Raht bis 1843 an der Universitär Heidelberg und danach an der Universität Göttingen Rechtswissenschaften und legte 1844 dort sein Examen ab. 1845 bis 1846 war er Akzessist am Hof- und Appellationsgericht in Dillenburg und danach am gleichen Gericht Amtsakzessist bis 1847. Danach wechselte er zwei Jahre in der gleichen Funktion nach Hachenburg, wo er 1849 zum Amtsprokurator befördert wurde. 1850 wurde er aus dem Staatsdienst entlassen, aber 1853 wieder als Amtsprokurator eingestellt. 1863 wird er zum Hofgerichtsprokurator in Dillenburg und Justizrat ernannt. Ab 1873 arbeitet er als Rechtsanwalt und spätestens ab 1898 auch als Notar.

## Politik
1861 wird er in einer Nachwahl für den Wahlkreis I (Dillenburg) in der Gruppe der Grundbesitzer in die zweite Kammer der nassauischen Landstände gewählt. Dieses Mandat verteidigt er bei den Wahlen von 1863, bei denen er für die neu gegründete liberale Nassauische Fortschrittspartei auftritt. 1864 bis 1866 ist er der letzte Präsident der zweiten Kammer der nassauischen Landstände bis zur Annexion durch Preußen.
Daniel Raht war Gründungsmitglied der Nassauischen Fortschrittspartei und Anfang 1863 Mitautor des Parteiprogramms. Er setzte sich für liberale Reformen, die Rückkehr zur Verfassung von 1848 und die Einrichtung eines deutschen Nationalstaates ein.
Von 1886 bis 1892 vertrat Daniel Rath den Wahlkreis Oberlahnkreis in der Wählergruppe der größeren Grundbesitzer im Nassauischen Kommunallandtag. 1886 bis 1900 war er auch Mitglied im Bezirksausschuss des Regierungsbezirks Wiesbaden. Im Kommunallandtag engagierte sich Daniel Raht für die Beibehaltung des nassauischen Stockbuchs.

## Familie
Daniel Raht war der Sohn des Oberappelationsgerichtspräsidenten und nassauischen Landtagsabgeordneten (Johann) Adolph (Andreas) Raht (* 11. Juni 1789 in Rennerod; † 26. November 1858 in Hochheim am Main) und dessen Frau Josephine, geborene Neuenburg († 6. Juli 1826), die Adolph Raht am 16. Mai 1822 heiratete.
Daniel Raht heiratete am 21. August 1854 in Massenheim seine Frau Julie Gottliebe Georgine Bertha, geborene Wimpf (* 28. August 1835 in Ahausen).